# Acronicta atristrigata
Acronicta atristrigata är en fjärilsart som beskrevs av Smith 1900. Acronicta atristrigata ingår i släktet Acronicta och familjen nattflyn. Inga underarter finns listade i Catalogue of Life.